# 유카리가오카역
유카리가오카역(일본어: ユーカリが丘駅)은 일본 지바현 사쿠라시에 위치한 게이세이 전철・야마만의 역이다. 1982년 11월 1일에 개업했다.
게이세이 본선과 야마만 유카리가오카 선이 지나는 환승역이다. 게이세이 전철 역 번호는 KS33이다.

## 역 구조

### 게이세이 전철
혼합식 승강장 2면 3선의 지상역에서 교상역사를 갖는다(가쓰타다이 역 관리).
에스컬레이터가 설치되어 있으며, 2009년 4월에 개찰구 층에서 승강장을 연결하는 휠체어 대응 엘리베이터가 설치되었다.
2면 4선으로 확장할 수 있는 용지가 있지만 하행 대피선 용지에 선로가 부설되지 않았다. 대피선인 1번 선은 러시아워를 중심으로 사용되고, 낮에는 회송 및 단체 열차의 대피도 이루어진다.

#### 승강장
| 번호 | 노선          | 방향 | 행선                                                                   |
| ---- | ------------- | ---- | ---------------------------------------------------------------------- |
| 1・2 | 게이세이 본선 | 상행 | 닛포리・게이세이우에노・오시아게・ 도에이 아사쿠사 선・ 게이큐 선 방면 |
| 3    | 게이세이 본선 | 하행 | 게이세이사쿠라・나리타 공항 방면                                       |

- 상기의 노선명은 게이세이 나리타 공항선 개업 후의 여객 안내의 명칭으로 게재되고 있다.

### 야마만
게이세이 역사 기타구치에서 연결 통로로 연결되어 있다. 단선 승강장 1면 1선의 고가역이고, 유인역이다.
1층 출입구와 2층 연결 통로를 잇는 엘리베이터는 이미 존재하였지만, 개찰 내 대합실과 승강장 사이의 엘리베이터도 2012년 10월 31일에 실시된 "개업 30주년 기념식"에 맞추어 개설되었다.
고가 밑에는 야마만 유카리가오카 인포메이션 센터와 준텐도 대학 WHO의 협력 센터가 입지한다.

## 이용 현황
| 연도   | 게이세이 전철      | 게이세이 전철      | 야마만             |
| 연도   | 1일 평균 하차 인원 | 1일 평균 승차 인원 | 1일 평균 승차 인원 |
| ------ | ------------------ | ------------------ | ------------------ |
| 1998년 |                    | 10,452             | 621                |
| 1999년 |                    | 11,195             | 606                |
| 2000년 |                    | 11,402             | 603                |
| 2001년 |                    | 11,598             | 594                |
| 2002년 |                    | 11,322             | 565                |
| 2003년 | 21,732             | 11,156             | 558                |
| 2004년 | 22,473             | 11,248             | 540                |
| 2005년 | 22,467             | 11,304             | 570                |
| 2006년 | 22,822             | 11,395             | 582                |
| 2007년 | 22,711             | 11,334             | 579                |
| 2008년 | 22,800             | 11,381             | 639                |
| 2009년 | 22,324             | 11,147             | 675                |
| 2010년 | 21,842             | 10,908             | 698                |
| 2011년 | 21,392             | 10,689             | 688                |
| 2012년 | 21,370             | 10,675             | 741                |
| 2013년 | 21,653             | 10,818             | 794                |
| 2014년 | 21,357             | 10,657             | 812                |

## 역 주변
- 스카이 플라자 쇼핑센터
- 이온 시네마 유카리가오카
- 사쿠라 시청 유카리가오카 출장소
- 도호 대학 의료 센터 사쿠라 병원
- 지바 현립 사쿠라니시 고등학교

## 역사
본 역은 부동산 개발업자 야마만이 이 땅을 개발했을 때 개업했다.
- 1982년 11월 1일: 영업 개시.

## 인접역
| 게이세이 전철 본선            | 게이세이 전철 본선       | 게이세이 전철 본선                   |
| ----------------------------- | ------------------------ | ------------------------------------ |
| KS32 시즈 게이세이우에노 방면 | ■ 통근특급 ■ 쾌속 ■ 보통 | 게이세이우스이 KS34 나리타 공항 방면 |
| 야마만 유카리가오카 선        |                          |                                      |
| 시·종착역                     |                          | 지쿠센터 유카리가오카 방면           |